# لاموس رينجل
لاموس رينجل (الاسم العلمي: Dicrostonyx vinogradovi) نوع من القوارض من فصيلة القداديات، متوطن فقط في جزيرة رينجل الروسية في المحيط المتجمد الشمالي قبالة سواحل شرق روسيا.